# Bloomsbury Publishing
La Bloomsbury Publishing Plc (LSE: BMY) è una casa editrice indipendente britannica fondata nel 1986 da Nigel Newton. Essa deve la sua fama alla pubblicazione della celebre serie di romanzi fantasy Harry Potter, di J. K. Rowling. La Bloomsbury è stata eletta casa editrice dell'anno nel 1999 e nel 2000.
È la casa editrice che ha accettato di pubblicare il primo volume della serie di Harry Potter dopo che questi era stato rifiutato precedentemente da dodici altri editori.
Oltre al manoscritto in lingua inglese, ha pubblicato "Harry Potter e la pietra filosofale" in latino (Harrius Potter et Philosophi Lapis), greco antico (Ἄρειος Ποτὴρ καὶ ἡ τοῦ φιλοσόφου λίθος; traslitterazione: Áreios Potēr cái hē tū filosófū líthos), gallese (Harry Potter a Maen yr Athronydd) e irlandese (Harry Potter agus an Orchloch).

## Storia
La Bloomsbury Publishing è stata fondata nel 1986 da Nigel Newton, che aveva già precedentemente lavorato in altre case editrici.
L'agenzia è stata quotata come una public company nel 1995, ottenendo quindi anche 5.5 milioni di sterline, che sono stati utilizzati per finanziare l'espansione della società; quest'ultima, grazie al finanziamento, iniziò a pubblicare anche libri tascabili e per bambini.
Nel 1998 l'azienda ottenne altri 6 milioni di sterline, grazie ai quali è stato possibile fondare la filiale statunitense, la Bloomsbury USA.

## Principali libri pubblicati
Nota: se è presente (EN)  significa che il libro in questione non è ancora stato tradotto in italiano
1. La saga di Harry Potter, che comprende:
  1. Harry Potter e la pietra filosofale (Harry Potter and the Philosopher's Stone, nella versione americana Harry Potter and the Sorcerer's Stone);
  2. Harry Potter e la camera dei segreti (Harry Potter and the Chamber of Secrets);
  3. Harry Potter e il prigioniero di Azkaban (Harry Potter and the Prisoner of Azkaban);
  4. Harry Potter e il calice di fuoco (Harry Potter and the Goblet of Fire);
  5. Harry Potter e l'Ordine della Fenice (Harry Potter and the Order of the Phoenix);
  6. Harry Potter e il principe mezzosangue (Harry Potter and the Half-blood Prince);
  7. Harry Potter e i Doni della Morte (Harry Potter and the Deathly Hallows).
2. Altri libri correlati a Harry Potter ma non facenti parte della saga:
  1. Il Quidditch attraverso i secoli (Quidditch Through the Ages);
  2. Gli animali fantastici: dove trovarli (Fantastic Beasts and Where to Find Them);
  3. Le fiabe di Beda il Bardo (The Tales of Beedle the Bard).
3. (EN)  Storms of My Grandchildren.
4. L'anno del diluvio.
5. (EN)  The Toy Collector.
6. (EN)  La saga di 33⅓.